# Перспектива

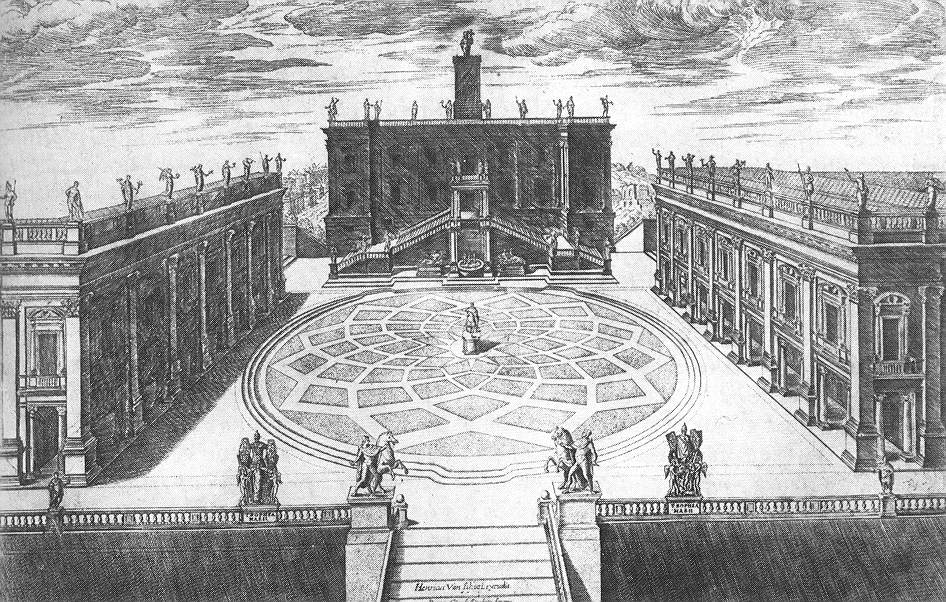
Перспектива Капітолійського пагорба в Римі на малюнку Мікеланджело. Бокові будівлі сходяться у верхній частині малюнка, зміцнюючи відчуття глибини

Перспекти́ва (фр. perspective, від лат. perspicio — ясно бачу) — система зображення об'ємних тіл на площині або якій-небудь іншій поверхні, яка враховує їх просторову структуру й віддаленість окремих їх частин від спостерігача. Це спосіб, яким той чи інший художник у конкретний історичний період передає своє бачення простору в різних епохах і культурах.
Центральне проєціювання (перспектива) — це реалістичне графічне зображення, що одержують проєціюванням зображуваного предмета із точки, розташованій на певній відстані (центр проєціювання), на єдину картинну площину (зазвичай на поверхню кресленика). Центральне проєціювання забезпечує надзвичайно зрозумілий візуальний зовнішній вигляд предмета (моновигляд), і його часто використовують для виконання архітектурних креслеників.

## Історія перспективи
Виникнення поняття про перспективу пов'язане з розвитком оптики і різних видів мистецтва, в першу чергу живопису. Художники первісного світу та стародавнього Сходу, винайшли ряд способів для характеристики взаємного розташування предметів (ярусна композиція, контрастне поєднання фронтальних і профільних видів тощо), підкорили їх не єдиною співвіднесеною з глядачем шкалою, а умовно-символічною схемою. Тяжіння до уніфікації простору за допомогою перспективи з'явилось в мистецтві Давньої Греції (з 6 ст. до н. е.). Вперше правила перспективи згадує у своєму трактаті «Оптика» давньогрецький математик Евклід у 3 ст. до н. е., а римський архітектор Вітрувій відносить практичне її застосування в театральній декорації до часу Есхіла (6–5 ст. до н. е.); він же пише про незбережені трактати Анаксагора і Демокріта про перспективу. Про античний перспективний живопис можна судити, наприклад, з фресок «2-го помпейського стилю» (близько 80 до н. е. — близько 30 н. е.) з побудовами, вельми близькими до центрально-перспективних (тобто, тих що мають один центр проєкції), поряд з цим в античності широко використовували систему, що передбачає кілька точок сходу, розташованих на одній вертикальній осі (так звана риб'яча кістка).

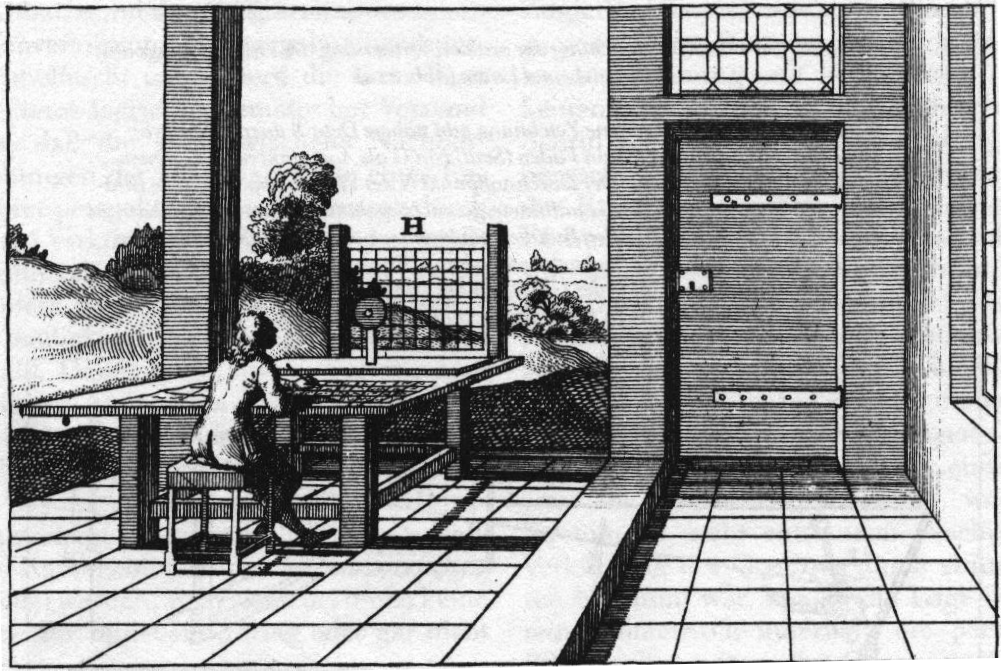
Апарат для перспективного креслення, 1710

У пізньоантичному й середньовічному мистецтві інтерес до систематичної розробки проблем перспективи в цілому зникає, але нерідко застосовується спосіб так званої зворотної перспективи, який полягає в збільшенні окремих предметів у міру їхнього віддалення й синтетично поєднує кілька точок зору. Послідовна, математично обґрунтована система перспективи, розрахована на фіксовану, «антропоцентричну» точку зору, складається в період італійського кватроченто (Філіппо Брунеллескі, Леон Батіста Альберті, Мазаччо, П'єро делла Франческа, Паоло Уччелло); значний внесок в емпіричну і наукову розробку перспективи внесли також північноєвропейські майстри (брати Губерт та Ян ван Ейк, Альбрехт Дюрер). Леонардо да Вінчі обґрунтував принципи повітряної перспективи (тобто досліджував вплив повітря на чіткість обрисів предметів, а також на їх колір залежно від відстані). Попри те, що в наступні епохи конкретний зв'язок між науковою теорією і художньою практикою перспективи втрачається (якщо не вважати майстрів перспективного малярства, а вчення про перспективу в цілому стає частиною нарисної геометрії (в цьому відношенні особливо важливі праці французьких математиків Жерара Дезарга (17 ст.) та Гаспара Монжа (18 ст.)), перспективна структура залишається органічною частиною мальовничого або скульптурно-рельєфного образу у майстрів, які тяжіють до об'єктивної, науково обґрунтованої передачі реального просторового середовища.
Мистецтво Сходу не знало оптико-математичного обґрунтування проблем перспективи, хоча й породило ряд емпіричних систем; як, наприклад, типову для живопису Китаю і Японії паралельну перспективу, яку умовно можна вважати побудовою з нескінченно віддаленим центром проєкції.

## Види

### Тональна перспектива

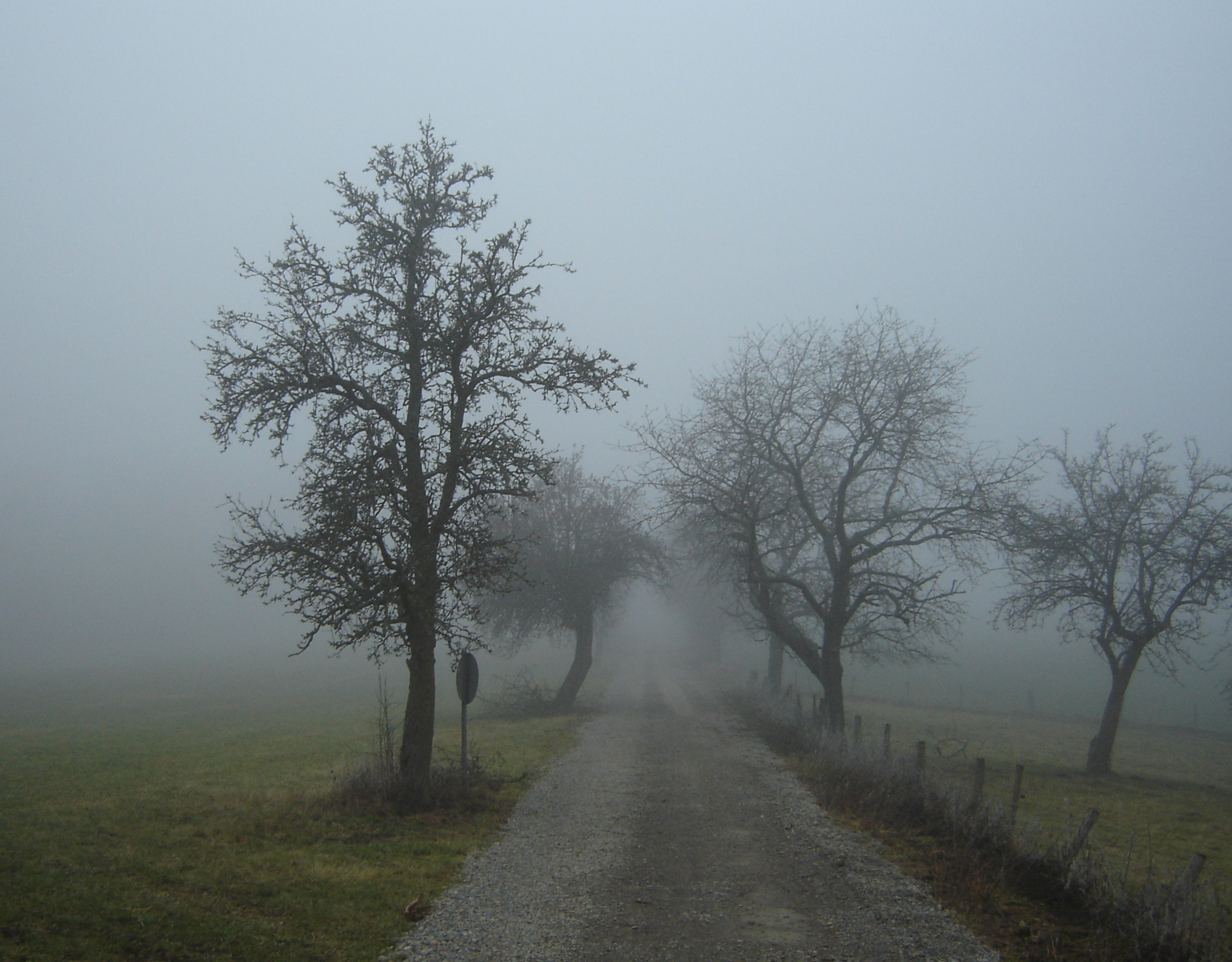
Тональна перспектива

Тональна перспектива — поняття техніки живопису та фотографії. Досягається зміною в кольорі і тоні предметів, зміні їх контрастних характеристик у бік зменшення, приглушення при віддаленні вглиб простору. Принципи тональної перспективи першим обґрунтував Леонардо да Вінчі. Ця техніка стала основою у малярстві та фотографії, що отримав назву «тоналізм».
Повітряна перспектива заснована на зоровому сприйнятті система передачі віддалених предметів, що містить пом'якшення обрисів, ослаблене зображення деталей, зменшення яскравості кольору та інші засоби.
Лінійна перспектива вивчає способи побудови перспективних зображень ліній контуру предметів на поверхні проєкцій — площині. При цьому площину проєкцій здебільшого вибирають вертикально. [Архівовано 31 березня 2020 у Wayback Machine.]